# Saison 1930-1931 des Canadiens de Montréal
Autres saisons
Saison précédente Saison suivante
La saison 1930-1931 de hockey sur glace est la 22e saison que jouent les Canadiens de Montréal. Ils évoluent alors dans la Ligue nationale de hockey et finissent à la 1re place au classement de la Division Canadienne.

## Saison régulière

### Classement

#### Division Canadienne
|                        | PJ | V  | D  | N  | BP  | BC  | Pts |
| ---------------------- | -- | -- | -- | -- | --- | --- | --- |
| Canadiens de Montréal  | 44 | 26 | 10 | 8  | 129 | 89  | 60  |
| Maple Leafs de Toronto | 44 | 22 | 13 | 9  | 118 | 99  | 53  |
| Maroons de Montréal    | 44 | 20 | 18 | 6  | 105 | 106 | 46  |
| Americans de New York  | 44 | 18 | 16 | 10 | 76  | 74  | 46  |
| Sénateurs d'Ottawa     | 44 | 10 | 30 | 4  | 91  | 142 | 24  |

#### Division Américaine
|                         | PJ | V  | D  | N | BP  | BC  | Pts |
| ----------------------- | -- | -- | -- | - | --- | --- | --- |
| Bruins de Boston        | 44 | 28 | 10 | 6 | 143 | 90  | 62  |
| Blackhawks de Chicago   | 44 | 24 | 17 | 3 | 108 | 78  | 51  |
| Rangers de New York     | 44 | 19 | 16 | 9 | 106 | 87  | 47  |
| Falcons de Détroit      | 44 | 16 | 21 | 7 | 102 | 105 | 39  |
| Quakers de Philadelphie | 44 | 4  | 36 | 4 | 76  | 184 | 12  |

## Match après match

### Novembre
| No | Date        | Visiteur            | Score | Domicile              | Fiche |
| -- | ----------- | ------------------- | ----- | --------------------- | ----- |
| 1  | 15 novembre | Sénateurs d'Ottawa  | 5-1   | Les Canadiens         | 1-0-0 |
| 2  | 18 novembre | Les Canadiens       | 2-5   | Bruins de Boston      | 1-1-0 |
| 3  | 20 novembre | Maroons de Montréal | 1-7   | Les Canadiens         | 2-1-0 |
| 4  | 23 novembre | Les Canadiens       | 0-3   | Blackhawks de Chicago | 2-2-0 |
| 5  | 27 novembre | Les Canadiens       | 2-3   | Falcons de Détroit    | 2-3-0 |
| 6  | 29 novembre | Bruins de Boston    | 2-3   | Les Canadiens         | 3-3-0 |

### Décembre
| No | Date        | Visiteur               | Score | Domicile                | Fiche |
| -- | ----------- | ---------------------- | ----- | ----------------------- | ----- |
| 7  | 2 décembre  | Les Canadiens          | 2-0   | Quakers de Philadelphie | 4-3-0 |
| 8  | 4 décembre  | Rangers de New York    | 4-5   | Les Canadiens           | 5-3-0 |
| 9  | 7 décembre  | Les Canadiens          | 3-2   | Americans de New York   | 6-3-0 |
| 10 | 9 décembre  | Maple Leafs de Toronto | 1-2   | Les Canadiens           | 7-3-0 |
| 11 | 11 décembre | Les Canadiens          | 5-4   | Sénateurs d'Ottawa      | 8-3-0 |
| 12 | 13 décembre | Americans de New York  | 1-1   | Les Canadiens           | 8-3-1 |
| 13 | 18 décembre | Blackhawks de Chicago  | 0-0   | Les Canadiens           | 8-3-2 |
| 14 | 23 décembre | Les Canadiens          | 1-5   | Rangers de New York     | 8-4-2 |
| 15 | 27 décembre | Sénateurs d'Ottawa     | 5-8   | Les Canadiens           | 9-4-2 |
| 16 | 30 décembre | Bruins de Boston       | 1-1   | Les Canadiens           | 9-4-3 |

#### Janvier
| No | Date       | Visiteur                | Score | Domicile                | Fiche  |
| -- | ---------- | ----------------------- | ----- | ----------------------- | ------ |
| 17 | 3 janvier  | Les Canadiens           | 1-2   | Maple Leafs de Toronto  | 9-5-3  |
| 18 | 6 janvier  | Falcons de Détroit      | 6-2   | Les Canadiens           | 9-6-3  |
| 19 | 8 janvier  | Les Canadiens           | 2-1   | Americans de New York   | 10-6-3 |
| 20 | 10 janvier | Maple Leafs de Toronto  | 1-6   | Les Canadiens           | 11-6-3 |
| 21 | 13 janvier | Les Canadiens           | 2-1   | Quakers de Philadelphie | 12-6-3 |
| 22 | 15 janvier | Maroons de Montréal     | 1-4   | Les Canadiens           | 13-6-3 |
| 23 | 17 janvier | Les Canadiens           | 1-3   | Maple Leafs de Toronto  | 13-7-3 |
| 24 | 20 janvier | Les Canadiens           | 3-2   | Americans de New York   | 14-7-3 |
| 25 | 22 janvier | Les Canadiens           | 3-0   | Sénateurs d'Ottawa      | 15-7-3 |
| 26 | 24 janvier | Americans de New York   | 1-6   | Les Canadiens           | 16-7-3 |
| 27 | 29 janvier | Quakers de Philadelphie | 1-7   | Les Canadiens           | 17-7-3 |

### Février
| No | Date        | Visiteur               | Score | Domicile               | Fiche  |
| -- | ----------- | ---------------------- | ----- | ---------------------- | ------ |
| 28 | 1er février | Les Canadiens          | 1-4   | Blackhawks de Chicago  | 18-7-3 |
| 29 | 3 février   | Maple Leafs de Toronto | 1-3   | Les Canadiens          | 19-7-3 |
| 30 | 5 février   | Les Canadiens          | 3-3   | Maroons de Montréal    | 19-7-4 |
| 31 | 7 février   | Bruins de Boston       | 2-2   | Les Canadiens          | 19-8-4 |
| 32 | 15 février  | Les Canadiens          | 4-4   | Americans de New York  | 20-8-4 |
| 33 | 17 février  | Maroons de Montréal    | 0-2   | Les Canadiens          | 21-8-4 |
| 34 | 19 février  | Les Canadiens          | 1-1   | Bruins de Boston       | 21-8-5 |
| 35 | 21 février  | Americans de New York  | 4-6   | Les Canadiens          | 22-8-5 |
| 36 | 26 février  | Falcons de Détroit     | 0-5   | Les Canadiens          | 23-8-5 |
| 37 | 28 février  | Les Canadiens          | 5-5   | Maple Leafs de Toronto | 23-8-6 |

### Mars
| No | Date    | Visiteur                | Score | Domicile            | Fiche   |
| -- | ------- | ----------------------- | ----- | ------------------- | ------- |
| 38 | 3 mars  | Les Canadiens           | 1-0   | Sénateurs d'Ottawa  | 24-8-6  |
| 39 | 5 mars  | Rangers de New York     | 2-1   | Les Canadiens       | 24-9-6  |
| 40 | 8 mars  | Les Canadiens           | 2-0   | Falcons de Détroit  | 25-9-6  |
| 41 | 10 mars | Blackhawks de Chicago   | 1-2   | Les Canadiens       | 26-9-6  |
| 42 | 12 mars | Les Canadiens           | 0-3   | Maroons de Montréal | 26-10-6 |
| 43 | 14 mars | Sénateurs d'Ottawa      | 3-3   | Les Canadiens       | 26-10-7 |
| 44 | 21 mars | Quakers de Philadelphie | 4-4   | Les Canadiens       | 26-10-8 |

## Effectif

### Gardien de but
- George Hainsworth

### Défenseur
- Sylvio Mantha (capitaine)
- Marty Burke
- Albert Leduc
- Art Lesieur
- Georges Mantha
- Jean Pusie

### Attaquants
- Howie Morenz
- Alfred Lépine
- Aurèle Joliat
- Armand Mondou
- Nick Wasnie
- Wildor Larochelle
- Johnny Gagnon
- Gus Rivers
- Bert McCaffrey

### Directeur Général
- Léo Dandurand

### Entraîneur
- Cecil Hart